# Jean-Marie Woehrel
Jean-Marie Woehrel, né le 16 mai 1958, est un dessinateur de bande dessinée français.

## Œuvre
- Un jour de soleil, un jour de lumière, une biographie en images des abbés Henri Godin, Jean Jourdain, Gabriel Maire via l'Association "Les Amis de Gabriel Maire" de Port-Lesney (Jura), scénario de Philippe Aubert, illustrations de Pierre Dubois, BD collaboratives avec Eric Rückstül et Gilbert Morandi
- L'île au trésor, scénario de Christophe Lemoine d'après l'œuvre éponyme de Robert Louis Stevenson, Glénat, collection Les Incontournables de la BD, 2010  (ISBN 978-2-357-10082-4)
- Les Fils de Guillaume, scénario d'Eriamel, Assor BD

1. L'héritage, 2010  (ISBN 978-2-358-90001-0)

- Moi Svein, compagnon d'Hasting, scénario d'Eriamel, Assor BD[1]

1. Méditerranée, 1999  (ISBN 2-9502410-7-7)
2. Pépin II d'Aquitaine, 1999  (ISBN 2-9516660-1-2)
3. Robert le Fort, 2004  (ISBN 2-9516660-3-9)
4. L'aigle de sang, 2009  (ISBN 978-2-358-90000-3)

- Les trois imposteurs, scénario de Christophe Lemoine, Glénat, collection La Loge noire

1. Le Réveil du Serpent, 2005  (ISBN 2-7234-4908-4) [2]
2. Les Voies de l'hérésie, 2006  (ISBN 2-7234-5280-8)

- Roma, dessin de Bruno Marivain, scénario d'Eriamel
  - Gergovie,  OREP, 2017  (ISBN 978-2-35890-009-6) [3]
- Pierre François Xavier Bouchard, le découvreur de la Pierre de Rosette, scénario et dessin de Jean-Marie Woehrel, colorié par Nathalie Arilla, Éditions InTexto, 2023  (ISBN 978-2-35924-119-8) [4]